# Le Parc des Princes (Staël)
Pour les articles homonymes, voir Parc des Princes (homonymie).
Le Parc des Princes est un ensemble d'environ cinq tableaux, huiles sur toile ou sur carton, de Nicolas de Staël réalisé en 1952, à Paris. 

## La série
| Registre | Œuvre                   | Date | Format           | Dimensions (cm) | Musée                                 | Ville             | Réf.  |
| -------- | ----------------------- | ---- | ---------------- | --------------- | ------------------------------------- | ----------------- | ----- |
|          | Le Parc des Princes I   | 1952 | huile sur toile  | 200 × 250 cm    | collection privée                     | NC                | [ 1 ] |
|          | Le Parc des Princes II  | 1952 | huile sur toile  | 200 × 250 cm    | collection privée                     | NC                | [ 2 ] |
|          | Le Parc des Princes III | 1952 | huile sur toile  | 197 × 97 cm     | collection privée                     | NC                | [ 3 ] |
|          | Le Parc des Princes IV  | 1952 | huile sur carton | 19 × 23,7 cm    | collection privée                     | NC                | [ 4 ] |
|          | Le Parc des Princes V   | 1952 | huile sur toile  | 16 × 22 cm      | collection privée                     | NC                | [ 5 ] |
|          | Le Parc des Princes VI  | 1952 | huile sur carton | 12,5 × 22,5 cm  | Collection Michael et Renate Kaminski | Witten, Allemagne | [ 6 ] |

## Contexte
Le 26 mars 1952 Nicolas de Staël assiste avec sa femme au Parc des Princes au match de football amical France-Suède. Le peintre ressort du stade transformé, habité par les couleurs qu'il veut immédiatement porter sur la toile. 
Il passe la nuit à peindre dans son atelier, commençant une série de petites ébauches qui vont devenir Les Footballeurs , sujet qu'il traite avec de très vives couleurs dans plus d'une quinzaine de tableaux. Le clou de ce travail apparaît au bout d'une semaine. C'est Le Parc des Princes, une toile de sept mètres carrés, tendue sur châssis de 200 × 350 cm. Staël utilise des spatules très larges pour étaler la peinture et un morceau de tôle de 50 cm qui lui sert à maçonner les couleurs. Cette grande toile va faire l'objet de vives critiques, lesquelles contribuent à éloigner Staël encore davantage de l'art abstrait, dont il avait commencé à se détacher.

## Description et réception
Lorsqu'il expose son Parc des Princes au Salon de mai de 1952, le tableau est ressenti comme une insulte tant par ses confrères que par la critique. Le Parc apparaît comme un manifeste du figuratif qui a contre lui tous les partisans de l'abstraction. Comme Jean Arp ou Jean Hélion, Staël est déclaré coupable d'avoir abandonné ses recherches abstraites. Il est traité de contrevenant politique selon l'expression d'André Lhote, c'est-à-dire d'avoir abandonné l'abstraction pour le figuratif.
En réalité, le très grand format de 7 m² exposé reste assez abstrait. Ce qui choque les abstractionistes, c'est la précision des autres petits formats : "Parc des princes". Notamment Le Parc des Princes IV, Le Parc des Princes V qui décrivent les actions de jeu avec une précision très inattendues. On reconnaît notamment une percée balle au pied, avec des corps tordus dans l'action, clairement identifiables, avec des détails de vêtement fournis par le couteau : les stries parviennent à évoquer les plis d'une culotte,
Pourtant cette œuvre décriée au Salon de mai vaudra à de Staël l'admiration du grand marchand d'art de New York Paul Rosenberg et celle du public américain au point qu'il va être dès l'année suivante un des peintres les plus achetés aux États-Unis.